# Abédi Pelé
Abédi Ayew (Dome, Ghana, 5 de noviembre de 1964), más conocido como Abédi Pelé, es un exfutbolista ghanés. Ganó tres veces el Balón de oro africano, en los años 1991, 1992 y 1993 y, entre otros muchos trofeos, campeón de la Copa de Europa en 1993 con el Olympique Marsella. Actualmente es el presidente del FC Nania.

## Primeros años
Abedi Ayew nació en una familia en la ciudad de Kyebi y creció en la ciudad de Dome en las afueras del norte de la ciudad de Acra.
Asistió a la Escuela secundaria superior de Ghana en Tamale. Se le dio el apodo de "Pelé" debido a su habilidad en el fútbol, lo que provocó comparaciones con el astro brasileño Pelé.

## Biografía
Abédi se inició como futbolista en el conjunto ghanés del Real Tamale, donde permaneció hasta la edad de 17 años.
Su siguiente destino fue el Al-Sadd de Catar, donde se proclamó Campeón de la Copa de Catar en 1983 y luego pasó al Dragons Oueme de Benín en 1984, para volver al Real Tamale de Ghana en 1985 de sus orígenes.
En la temporada 1986/87, dio el salto al fútbol francés y jugó en las filas del modesto Chamois Niortais FC y a la siguiente temporada en el FC Mulhouse. En este club, Abédi explotó definitivamente lo que supuso su contratación en noviembre de 1987 por el Olympique de Marsella. Por lo tanto, Abédi Pelé debuta con tan sólo 23 años en la máxima categoría del fútbol galo y en uno de los grandes equipos de Francia y Europa. Allí permanece dos campañas, donde no gozó de demasiados minutos y que provoca la decisión de marcharse cedido dos años al Lille, en 1988.
Tras esos dos años, en 1990 regresa al Marsella, donde se produce su explosión futbolística y donde forma un trío mágico junto a Chris Waddle y Jean-Pierre Papin en el ataque del equipo marsellés. Fue pieza básica en la conquista de la primera Copa de Europa para un club francés, en la temporada 1992-93 ante el todopoderoso AC Milan y en un equipo en el que había jugadores de la talla de Barthez, Boli, Desailly, Deschamps, Bokšić y Völler.
En 1993 y tras los graves problemas económicos del Olympique (descenso a Ligue 2 incluido) y de su presidente Bernard Tapie, se marcha a las filas del otro Olympique, el de Lyon y una temporada después llega al fútbol italiano para jugar en el histórico Torino durante dos campañas.
Ya en el declive de su carrera, Pelé se marcha al fútbol alemán al que llega para jugar en las filas del 1860 Múnich.
Pone punto final a su exitosa y dilatada carrera en los Emiratos Árabes Unidos, en el Al-Ain, conjunto en el cual se retira en 1999 a la edad de 35 años.

## Selección nacional
Con la Selección de fútbol de Ghana disputó cinco Copas Africanas de Naciones y a los 17 años, se proclamó Campeón de África en 1982 al vencer en la final a Libia. Fue el estandarte y capitán de los Estrellas Negras durante 17 años y anunció su adiós como internacional a los 33 años en un partido contra el Congo tras 73 internacionalidades con el equipo nacional ghanés y 33 goles.

### Participaciones en Copas Africanas
| Torneo                             | Sede                               | Resultado                          | Partidos | Goles | Prom. |
| ---------------------------------- | ---------------------------------- | ---------------------------------- | -------- | ----- | ----- |
| Copa Africana de Naciones 1982     | Libia                              | Campeón                            | 4        | 0     | 0.00  |
| Copa Africana de Naciones 1992     | Senegal                            | Subcampeón                         | 4        | 3     | 0.75  |
| Copa Africana de Naciones 1994     | Túnez                              | Cuartos de final                   | 3        | 0     | 0.00  |
| Copa Africana de Naciones 1996     | Sudáfrica                          | Cuarto puesto                      | 4        | 2     | 0.50  |
| Copa Africana de Naciones 1998     | Burkina Faso                       | Primera fase                       | 3        | 0     | 0.00  |
| Total en Copa Africana de Naciones | Total en Copa Africana de Naciones | Total en Copa Africana de Naciones | 18       | 5     | 0.28  |

## Clubes
| Club                     | País                   | Año                 | Partidos | Goles | Prom. |
| ------------------------ | ---------------------- | ------------------- | -------- | ----- | ----- |
| Real Tamale United       | Ghana                  | 1978 - 1982         | 46       | 21    | 0.46  |
| Al-Sadd                  | Catar                  | 1982 - 1983         | 8        | 7     | 0.88  |
| FC Zürich                | Suiza                  | 1983 - 1984         | 18       | 9     | 0.50  |
| AS Dragons FC de l'Ouémé | Benín                  | 1984                | 8        | 11    | 1.38  |
| Real Tamale United       | Ghana                  | 1985                | 19       | 7     | 0.37  |
| Niort FC                 | Francia                | 1986 - 1987         | 32       | 14    | 0.44  |
| Mulhouse                 | Francia                | 1987 - 1988         | 16       | 5     | 0.31  |
| PSG                      | Francia                | 1987 - 1988         | 9        | 0     | 0.00  |
| Lille OSC                | Francia                | 1988 - 1990         | 61       | 16    | 0.26  |
| Olympique Marsella       | Francia                | 1990 - 1993         | 103      | 23    | 0.22  |
| Lyon                     | Francia                | 1993 - 1994         | 29       | 3     | 0.10  |
| Torino                   | Italia                 | 1994 - 1996         | 49       | 11    | 0.22  |
| 1860 Munich              | Alemania               | 1996 - 1998         | 50       | 2     | 0.04  |
| Al Ain                   | Emiratos Árabes Unidos | 1998 - 2000         | 31       | 28    | 0.90  |
| Total en su carrera      | Total en su carrera    | Total en su carrera | 479      | 157   | 0.33  |

## Después del retiro
A su retirada ejerció como entrenador en el FC Nania conjunto de la 3ª División ghanesa. Actualmente forma parte de la comisión técnica de la FIFA y de la Confederación Africana de Fútbol. El actual gobierno de Ghana lo nominó como presidente de la FA ghanesa (Federación de fútbol profesional), en junio de 2001 y le concedió la más alta distinción del país (La orden de la Volta) como mejor deportista ghanés de todos los tiempos.

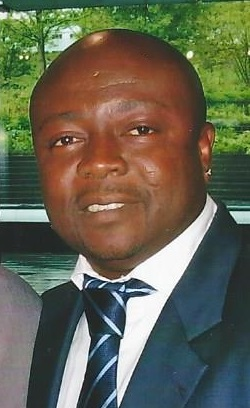
Abédi en 2007.

## Palmarés

##### Títulos locales
| Título                 | Club                  | País                   | Año     |
| ---------------------- | --------------------- | ---------------------- | ------- |
| Ligue 1                | Olympique de Marsella | Francia                | 1990-91 |
| Ligue 1                | Olympique de Marsella | Francia                | 1991-92 |
| Copa Presidente de EAU | Al-Ain                | Emiratos Árabes Unidos | 1999    |
| Liga Árabe del Golfo   | Al-Ain                | Emiratos Árabes Unidos | 1999-00 |

##### Títulos internacionales
| Título                                | Club                  | País            | Año     |
| ------------------------------------- | --------------------- | --------------- | ------- |
| Copa de Naciones de África Occidental | Selección de Ghana    | Benín           | 1982    |
| Copa Africana de Naciones             | Selección de Ghana    | Libia           | 1982    |
| Copa de Naciones de África Occidental | Selección de Ghana    | Costa de Marfil | 1983    |
| Copa de Naciones de África Occidental | Selección de Ghana    | Burkina Faso    | 1984    |
| UEFA Champions League                 | Olympique de Marsella | Alemania        | 1992-93 |

### Individual
- 3 veces Balón de oro africano con el Olympique Marsella, 1991, 1992 y 1993.
- Abédi Pelé forma parte del FIFA 100, listado de los 125 mejores futbolistas vivos de la historia.

### Entrenador
- Ghanaian FA Cup: 2011[4]
- Ghana Super Cup: 2011[5]